# Stephen Appiah
Stephen Leroy Appiah (født 24. december 1980 i Achimota, Ghana) er en tidligere ghanesisk fodboldspiller. Han seneste klub var den serbiske klub FK Vojvodina, hvor han spillede på midtbanen. 
Tidligere har han optrådt for blandt andet Udinese, Parma FC, Juventus, Bologna FC og tyrkiske Fenerbahçe.

## Landshold
Appiah nåede at spille 69 kampe og scorede 16 mål for Ghanas landshold, som han debuterede for helt tilbage i 1996. Han var en del af den ghanesiske trup til både VM i 2006 og VM i 2010, og deltog også ved Africa Cup of Nations i både 2000, 2006 og 2008, samt ved OL i Sydney i 2000.